# Aloha from Hawaii
Aloha from Hawaii – koncert muzyczny z udziałem Elvisa Presleya w roli głównej, i transmitowany na żywo przez satelitę na całym świecie 14 stycznia 1973. Obejrzało go ponad miliard widzów na całym świecie. Koncert miał miejsce w the International Convention Center Arena w Honolulu (teraz znany jako the Neal S. Blaisdell Arena) i był na antenie w ponad 40 krajach wzdłuż Azji i Europy (które otrzymały odbiór następnego dnia ze względu na różnicę w strefie czasowej). Pomimo wymyślenia satelity, Stany Zjednoczone nie pokazały koncertu na antenie aż do 4 kwietnia 1973 (koncert miał miejsce tego samego dnia co Super Bowl VII). Show był najdroższym przedstawieniem rozrywkowym w tamtym czasie, kosztując 2,5 mln USD.

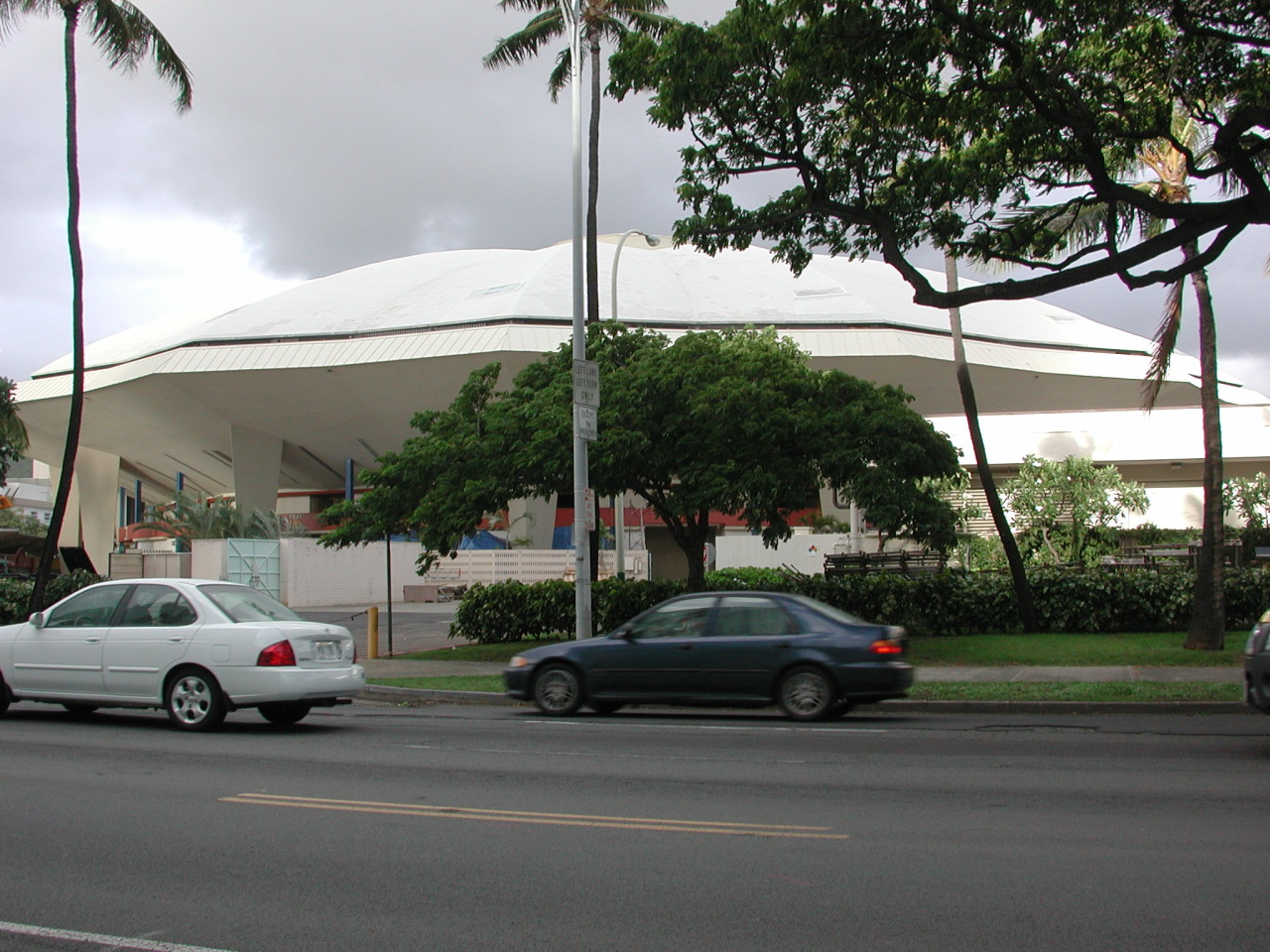
The Neal S. Blaisdell Arena, gdzie odbył się legendarny koncert Elvisa Aloha From Hawaii

Show został wyreżyserowany przez Marty’ego Pasettę. Z Presleyem wystąpili na scenie:
- James Burton (gitara prowadząca)
- Glen Hardin (fortepian)
- Ronnie Tutt (perkusja)
- John Wilkinson (gitara)
- Jerry Scheff (gitara basowa)
- J.D. Sumner i the Stamps Quartet (zaplecze wokalne)
- Kathy Westmoreland (zaplecze wokalne)
- Charlie Hodge (harmonia)
- Sweet Inspirations (zaplecze wokalne)
- Joe Guercio i jego Orkiestra

W lutym 1973 RCA Records wydała koncertowy album na żywo o tytule Aloha from Hawaii: Via Satellite. Zawarty na płycie materiał pochodzi z transmitowanego przez satelitę na cały świat koncertu w dniu 14 stycznia 1973 roku w Honolulu.

## Repertuar koncertu
- Also Sprach Zarathustra
- See See Rider
- Burning Love
- Something
- You Gave Me a Mountain
- Steamroller Blues
- My Way
- Love Me
- It’s Over
- Blue Suede Shoes
- Johnny B. Goode
- I’m So Lonesome I Could Cry
- I Can’t Stop Loving You
- Hound Dog
- What Now My Love
- Fever
- Welcome To My World
- Suspicious Minds
- Intros
- I’ll Remember You
- Long Tall Sally/Whole Lot-ta Shakin’ Goin’ On
- An American Trilogy
- A Big Hunk O’Love
- Can’t Help Falling In Love

## Aloha from Hawaii: Via Satellite
Aloha from Hawaii: Via Satellite – koncertowy album na żywo Elvisa Presleya, wydany w lutym 1973 przez RCA Records.

### Lista utworów
| 1.  | „Introduction: Also sprach Zarathustra” (Richard Strauss)                                                                     | 1:11    |
|     | |         |
| 2.  | „See See Rider” (Traditional)                                                                                                 | 2:27    |
|     | |         |
| 3.  | „Burning Love” (Dennis Linde)                                                                                                 | 3:09    |
|     | |         |
| 4.  | „Something” (George Harrison)                                                                                                 | 3:28    |
|     | |         |
| 5.  | „You Gave Me a Mountain” (Marty Robbins)                                                                                      | 3:15    |
|     | |         |
| 6.  | „Steamroller Blues” (James Taylor)                                                                                            | 3:04    |
|     | |         |
| 7.  | „My Way” (Claude François, Jacques Revaux, Paul Anka)                                                                         | 3:58    |
|     | |         |
| 8.  | „Love Me” (Jerry Leiber, Mike Stoller)                                                                                        | 1:53    |
|     | |         |
| 9.  | „Johnny B. Goode” (Chuck Berry)                                                                                               | 1:42    |
|     | |         |
| 10. | „It’s Over” (Presley, Jimmie Rodgers)                                                                                         | 2:08    |
|     | |         |
| 11. | „Blue Suede Shoes” (Carl Perkins)                                                                                             | 1:15    |
|     | |         |
| 12. | „I’m So Lonesome I Could Cry” (Hank Williams)                                                                                 | 2:15    |
|     | |         |
| 13. | „I Can’t Stop Loving You” (Bernie Lowe, Kal Mann)                                                                             | 2:25    |
|     | |         |
| 14. | „Hound Dog” (Presley, Otis Blackwell)                                                                                         | 0:55    |
|     | |         |
| 15. | „What Now My Love” (Gilbert Bécaud, Carl Sigman)                                                                              | 3:15    |
|     | |         |
| 16. | „Fever” (Eddie Cooley, John Davenport)                                                                                        | 2:47    |
|     | |         |
| 17. | „Welcome to My World” (Jim Reeves)                                                                                            | 1:53    |
|     | |         |
| 18. | „Suspicious Minds” (Mark James)                                                                                               | 4:26    |
|     | |         |
| 19. | „Introductions By Elvis” | 1:41    |
|     | |         |
| 20. | „I’ll Remember You” (Kui Lee)                                                                                                 | 2:33    |
|     | |         |
| 21. | „Long Tall Sally/Whole Lotta Shakin’ Goin’ On” (Otis Blackwell, Sunny David, William Johnson, Richard Penniman, Dub Williams) | 2:08    |
|     | |         |
| 22. | „An American Trilogy” (Mickey Newbury)                                                                                        | 4:31    |
|     | |         |
| 23. | „A Big Hunk o’ Love” (Aaron Schroeder, Sidney Wyche)                                                                          | 1:56    |
|     | |         |
| 24. | „Can’t Help Falling in Love” (George Weiss, Hugo Peretti, Luigi Creatore)                                                     | 2:54    |
|     | |         |
|     | | 1:01:09 |
|     | |         |
Następujące utwory Presley nagrał po koncercie i umieszczono je w zmontowanej wersji koncertu. Nie zostały one uwzględnione w pierwotnej ścieżce dźwiękowej albumu, ale ukazały się w wydaniu z 1998 roku.
| 1. | „Blue Hawaii” (Ralph Rainger, Leo Robin)                         | 2:33  |
|    |                                                                  |       |
| 2. | „Ku-U-I-Po” (Luigi Creatore, Hugo Peretti, George David Weiss)   | 2:07  |
|    |                                                                  |       |
| 3. | „No More” (Don Robertson, Hal Blair)                             | 2:30  |
|    |                                                                  |       |
| 4. | „Hawaiian Wedding Song” (Al Hoffman, Dick Manning, Charles King) | 1:56  |
|    |                                                                  |       |
| 5. | „Early Morning Rain” (Gordon Lightfoot)                          | 2:54  |
|    |                                                                  |       |
|    |                                                                  | 12:00 |
|    |                                                                  |       |